# الدعم الإيراني لحماس

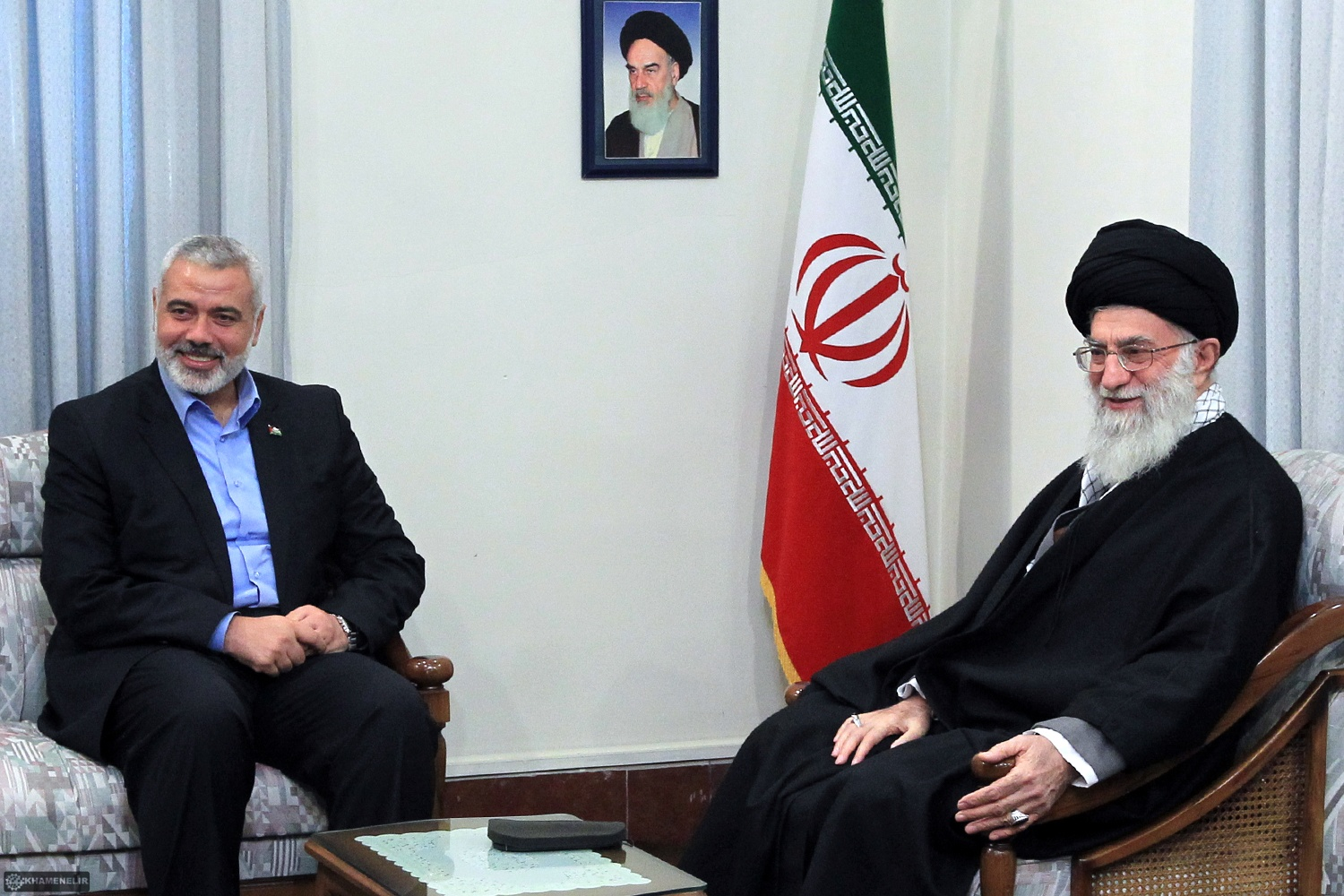
زعيم حماس إسماعيل هنية والمرشد الأعلى الإيراني علي خامنئي في عام 2012.

تعد الجمهورية الإسلامية الإيرانية داعم رئيسي لحركة حماس الفلسطينية، والتي سيطرت على قطاع غزة منذ 2006. إيران تدعم حماس بالتمويل و الأسلحة و التدريب
ووفقا لتقرير وزارة الخارجية الأمريكية لعام 2020، تقدم إيران حوالي 100 مليون دولار سنويا للجماعات الفلسطينية المسلحة، بما في ذلك حماس. اعتبارًا من عام 2023، وفقًا لمصدر أمني إسرائيلي، زادت إيران بشكل كبير تمويلها لحماس إلى 350 مليون دولار سنويًا.

## تاريخ

### الثمانينيات والتسعينيات

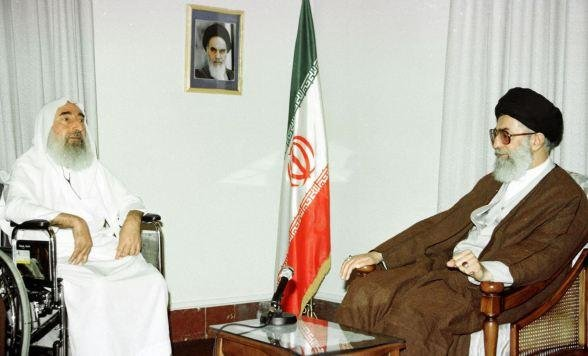
مؤسس حركة حماس أحمد ياسين يلتقي بالمرشد الأعلى الإيراني آية الله علي خامنئي في طهران عام 1998

وتعززت العلاقات بين إيران وحماس بعد أن واصلت منظمة التحرير الفلسطينية جهود السلام مع إسرائيل. وفي عام 1990، استضافت إيران مؤتمراً في طهران لدعم فلسطين، حضرته حماس ولكن لم يحضره ياسر عرفات. في أوائل التسعينيات، أجرى وفد من حماس، برئاسة موسى أبو مرزوق، مناقشات في طهران مع كبار المسؤولين، من بينهم آية الله علي خامنئي. والتزمت إيران بتقديم دعم عسكري ومالي، يقال إنه يبلغ 30 مليون دولار سنويا، بالإضافة إلى توفير التدريب العسكري للآلاف من أعضاء حماس في قواعد الحرس الثوري الإيراني في إيران ولبنان. علاوة على ذلك، افتتحت حماس مكتبًا لها في طهران، مشيرةً إلى أن كلا من إيران وحماس تتقاسمان "وجهة نظر متطابقة في النظرة الإستراتيجية تجاه القضية الفلسطينية في بعدها الإسلامي".

### الانتفاضة الفلسطينية الثانية
استمر دعم إيران لحماس خلال أعمال العنف التي شهدتها الانتفاضة الثانية . وبعد وفاة عرفات عام 2004 وخروج إسرائيل من غزة عام 2005، زاد دعم طهران تدريجياً.

### سيطرة حماس على قطاع غزة

قائد القوة الجوية للحرس الثوري الإيراني خلفه علم لحماس عام 2020 (العلم الثالث من اليمين)

لقد أصبحت إيران وحماس أقرب إلى حد كبير في أعقاب فوز حماس غير المتوقع في الانتخابات التشريعية الفلسطينية 2006 واستيلاءها العنيف على قطاع غزة في العام 2007. وفي عام 2006، تدخلت إيران لدعم السلطة الفلسطينية شبه المفلسة في غزة، والتي كانت الآن تحت سيطرة حماس، وقال خالد مشعل بأن حركة حماس هي «الإبن الروحي للإمام الخميني.» مع انهيار المساعدات الخارجية. وخلال زيارة رئيس وزراء حماس إسماعيل هنية إلى طهران في ديسمبر 2006، تعهدت إيران بتقديم مساعدات بقيمة 250 مليون دولار.
واستمرت العلاقة جيدة بين حركة حماس وإيران إلى أن توترت عام 2011م، بعد رفض الحركة تأييد نظام الرئيس السوري البعثي القومي العربي بشار الأسد الحليف الإستراتيجي لـ إيران والمشاركة مع باقي الفصائل الفلسطينية المدعومة إيرانيًا في قمع إنتفاضة المعارضين لنظامه، اضطرت بعدها الحركة إلى نقل مقر رئاستها من العاصمة السورية دمشق إلى العاصمة القطرية الدوحة بسبب معارضتها لنظام بشار الأسد وما يقوم به من جرائم ومجازر وظلم ضد الشعب السوري. وصارت حماس متهمة بكسر محور المقاومة ضد الولايات المتحدة واسرائيل كما عبر حزب الله عن أستيائه الشديد من موقف حماس من الأزمة السورية، وبدأت إيران في تقليص الدعم لحماس بشدة، وتقديم الدعم للجماعات المسلحة في غزة التي تعارض حماس. وقد كانت المساعدات الَّتي تقدمها ايران لحماس تُقدر بنحو 250 مليون دولار في العام قبل الأزمة.
وفي ديسمبر 2017، وصف نائب رئيس حركة حماس، صالح العاروري، العلاقات مع إيران بأنها «ممتازة» وأشاد بدعمها «للمقاومة» في غزة. قائلًا «ما تقدمه إيران للمقاومة ليس رمزيا أو سطحيا». وقال لقناة القدس التابعة لحركة حماس: «إنها مهمة حقيقية ومركزية وأساسية للمقاومة واستمرارها وفعاليتها». ولأغراض مكثفة، فقد أصبح من الواضح أن إيران وحماس قد تجاوزتا خلافاتهما السابقة بخصوص الأزمة السورية، وأصبحا الآن ينظران إلى بعضهما البعض كشركاء استراتيجيين.
وفي 2020 أدانت حماس عملية اغتيال لقاسم سليماني في غارة للولايات المتحدة الأمريكية وتحسنت العلاقات بين إيران وحماس بعد هذه الإدانة.

### حرب إسرائيل وحماس 2023
عمل الحرس الثوري الإسلامي الإيراني مع حماس للتخطيط لهجومه المفاجئ في 7 أكتوبر 2023 على جنوب إسرائيل وأعطى الضوء الأخضر لحماس لشن الهجوم على اجتماع في بيروت في 2 أكتوبر. وفي الهجوم الذي قادته حماس، قتل المسلحون الفلسطينيون 1200 إسرائيلي، معظمهم من المدنيين، واحتجزوا حوالي 200 مدني وجندي إسرائيلي كرهائن بحسب جريدة وول ستريت جورنال. وفي الأسابيع التي سبقت الهجوم، تلقى حوالي 500 مقاتل من حماس والجهاد الإسلامي الفلسطيني تدريبات في إيران، تحت إشراف فيلق القدس التابع للحرس الثوري الإيراني.

## أنظر أيضا
- العلاقات الإيرانية الفلسطينية
- إيران والإرهاب الذي ترعاه الدولة
- الدعم القطري لحماس